# Roberto Martinez
Pour les articles homonymes, voir Roberto Martínez.
 (mars 2021).
Si vous disposez d'ouvrages ou d'articles de référence ou si vous connaissez des sites web de qualité traitant du thème abordé ici, merci de compléter l'article en donnant les références utiles à sa vérifiabilité et en les liant à la section « Notes et références ».
Roberto Martinez, né le 13 septembre 1956 à Paris, est un artiste plasticien multimédiums (édition, photographie, vidéos, installations). 

## Biographie
Roberto Martinez naît en 1956,.
Fils d'exilé républicain espagnol, il est élève de l'École nationale supérieure des arts décoratifs à Paris. Il enseigne à l'Université Paris-VIII-Vincennes-Saint-Denis (photographie et arts plastiques) à partir de 1992, à l'école des beaux-arts de Rueil-Malmaison de 2000 à 2012, à l'École nationale supérieure d'art de Bourges en 2013-2014.
Sa pratique questionne la production, la circulation des images, le rapport politique et social et leur inscription dans les différents flux actuels. 
Il aime confronter l’art et l’espace public (jardin, affichage, tracteurs, actions urbaines). 
Il est commissaire de plusieurs expositions autour de la notion de populaire et d’allotopie et co-organisateur du séminaire Art et Ecosophie (Université Paris-VIII-Saint-Denis – Université La Sapienza, Rome).

## Expositions

### Expositions personnelles
- Roberto Martinez - Rétrospective, palais des beaux-arts, Toulouse, février-mars 2002[7].

### Expositions collectives
- Musée d'art contemporain de Montevideo (Uruguay), 1993[5].
- Fiction ? Non-Fiction ? Jean-Michel Alberola, Jean-Charles Blanc, Christophe Boutin, Claude Closky, Jean Le Gac, Roberto Martinez, Annette Messager, Jean-Michel Othoniel, Printed Matter, Inc. (en), New York, mai-juin 1995[8]
- Made in France, 1947-1997 - Livres d'artistes appartenant aux collections de la documentation du musée, centre Georges-Pompidou, Paris, janvier-mars 1997.
- Biennale de Cetinje, Monténégro, 1997[5].
- Critique et utopie, La Criée (centre d'art contemporain), Rennes, janvier-février 2001[9].
- Allotopies, station mobile, Rennes, septembre-octobre 2004[10].
- Stardust ou la dernière frontière, MAC VAL - Musée d'Art contemporain du Val-de-Marne, Vitry-sur-Seine, octobre 2007 - février 2008[11].
- Résonance - Le FRAC révèle ses dernières acquisitions, musée des Beaux-Arts de Rouen, 2018[12].
- Noires et rouges et autres brigades, École nationale supérieure d'art de Bourges, octobre 2019[3].

## Collections publiques
- L'Inventaire - Artothèque Hauts-de-France, Lille[4].
- Fonds régional d'art contemporain Sud - Cité de l'art contemporain, Marseille[13].
- Bibliothèque nationale de France, Paris.
- Fonds régional d'art contemporain de Bretagne, Rennes[14].
- Fonds régional d'art contemporain Normandie, Sotteville-lès-Rouen, M, livre d'artiste, 1994[15].